# Didier Ovono
Didier Janvier Ovono Ebang (* 23. Januar 1983 in Port-Gentil) ist ein gabunischer Fußballtorhüter, derzeit ist er mit 114 Einsätzen Rekord-Spieler der gabunischen Nationalmannschaft.

## Karriere

### Klub
Seine Laufbahn als Fußballer begann bei Stade Mandji, wo er bis zu einem Alter von 17 Jahren zwischen den Pfosten stand. Danach ging es in Gabun weiter zu AS Mangasport, wo er bis zum Ende des Jahres 2003 aktiv war. Anschließend schloss er sich nochmal für eine Spielzeit dem Sogéa FC aus Libreville an. Von dort wechselte erstmals zur Saison 2005 ins Ausland nach El Salvador zum Alianza FC. Hier blieb er aber nur bis zum Jahresende; danach ging er nach Europa. In Portugal schloss er sich dem Erstligisten FC Paços de Ferreira an und spielte dort bis zum Ende des Jahres 2006.
Anschließend wechselte er Anfang 2007 nach Georgien zur Top-Mannschaft Dinamo Tifilis, mit der er gleich auch nationaler Meister wurde. In seiner zweiten Saison wurde er ein weiteres Mal Pokalsieger. Nach der Saison 2008/09 wechselte er schließlich nach Frankreich, wo er seine Karriere erst einmal fortführen sollte.
Die erste Station war dabei ab der Saison 2009/10 der Le Mans FC welche sich gerade noch in der Ligue 1 halten konnten. Nach dieser Saison stieg er mit der Mannschaft aber ab und spielte danach noch bis zur Spielzeit 2011/12 bei dem Klub in der Ligue 2 weiter. Danach lief sein Vertrag aus und er war zunächst für kurze Zeit ohne Mannschaft. Für den Rest der Saison 2012/13 kam er dann bei dem zu dieser Zeit in der ersten Liga spielenden FC Sochaux unter. Danach wurde er erneut vereinslos und musste wieder bis November warten, bis er einen neuen Klub fand. Diesmal ging es nach Belgien, wo er insgesamt über vier Saisons beim Erstligisten KV Oostende spielen sollte.
Danach kehrte er wieder nach Frankreich zurück, wo er beim Paris FC unterkam. Hier kam er in der Saison 2017/18 jedoch nur auf zwei Einsätze, wo er jedoch in beiden Partien über die vollen 90 Minuten auf dem Platz stand und seine Mannschaft auch am Ende erfolgreich als Sieger vom Platz ging. Danach und auch schon während der Vorsaison kam er nur bei der zweiten Mannschaft gelegentlich zum Einsatz. Im Anschluss an die Saison 2018/19 endete sein Vertrag erneut und es sollte eine ganze Weile dauern, bis er wieder einen neuen Klub finden sollte. Dies war dann Anfang Februar 2021 der viertklassig spielende FCSR Haguenau.

### Nationalmannschaft
Sein Debüt in der Auswahl von Gabun bestritt er am 29. März 2003 bei der Qualifikation für den Afrika-Cup 2004 in einem Spiel gegen die Mannschaft von Äquatorialguinea, welches mit einem 4:0-Sieg erfolgreich zu Ende ging. Ab da stand er bei jedem größeren Turnier, für das sich die Mannschaft qualifizieren konnte, mindestens im Kader. Sein erstes großes Turnier war damit der Afrika-Cup 2010, wo er mit seiner Mannschaft zwar in der Gruppe nur dritter wurde aber auch in allen Partien auf dem Platz stand. Beim Afrika-Cup 2012 kam er mit seinem Team dann sogar ins Viertelfinale. Auch bei den Olympischen Spielen 2012 nahm er mit seinem Land teil und kam dort auch in allen Spielen der Vorrunde zum Einsatz. Sein letztes großes Turnier war danach zunächst der Afrika-Cup 2017, wo er wieder mit seiner Mannschaft auf dem dritten Platz der Gruppe landete. Im Mai 2017 gab er das Ende seiner Karriere in der Nationalmannschaft seines Landes bekannt. Trotzdem kehrte er im März 2018 wieder zu seiner Nationalmannschaft zurück, sein bislang letzter Einsatz war am 23. März 2019. Damit ist er derzeitiger Rekordnationalspieler seines Landes.